# Perché cambiate marito?
Perché cambiate marito? (Don't Change Your Husband) è un film muto del 1919 diretto da Cecil B. DeMille.
È anche noto in Italia col titolo di distribuzione home-video Non cambiare tuo marito.

## Trama
James Denby Porter, re della colla, è troppo preso dal lavoro per prestare più attenzione alla moglie Leila che, stanca dell'atteggiamento del marito, chiede il divorzio. La donna sposa in seconde nozze Schuyler Van Sutphen. Ma, quest'ultimo si rivela anche peggio del primo marito: donnaiolo impenitente, trascura la moglie per correre dietro a sempre nuove avventure. Intanto Porter, solo senza Leila, comincia a prendersi cura del suo aspetto: ancora innamorato della ex moglie, le si riavvicina. I due, alla fine, si riuniscono e, per far funzionare il matrimonio, cambiano ambedue le vecchie abitudini che avevano provocato la rottura del loro rapporto.

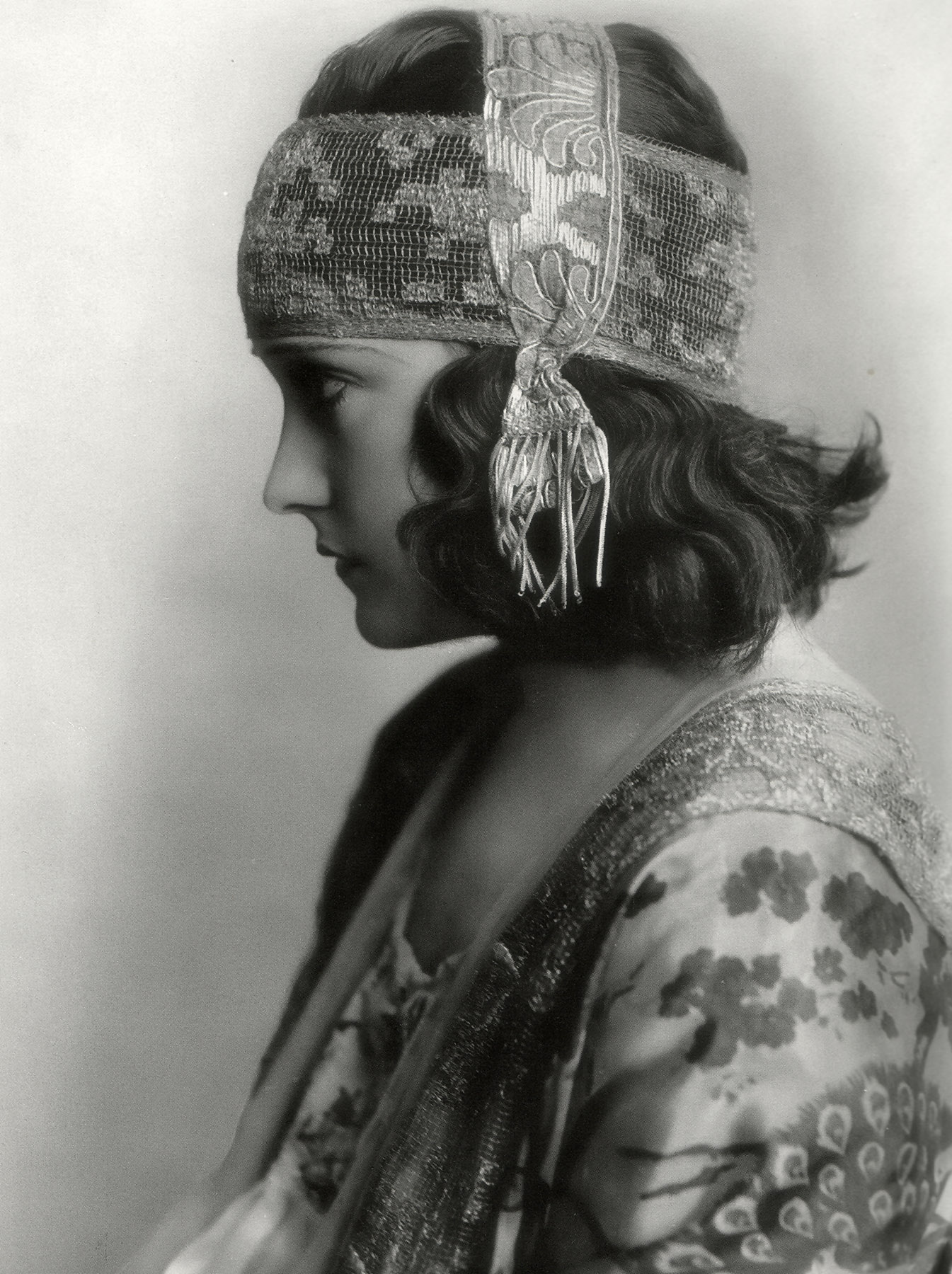
Gloria Swanson

## Produzione
Il film fu prodotto dall'Artcraft Pictures Corporation. Le riprese iniziarono il 7 novembre 1918.

## Distribuzione
Distribuito dall'Artcraft Pictures Corporation, il film uscì nelle sale cinematografiche USA il 26 gennaio 1919. Venne distribuito anche all'estero: in Francia con il titolo Après la pluie, le beau temps, in Ungheria come Ne cseréld le a férjedet!.
Copia della pellicola viene conservata negli archivi dell'International Museum of Photography and Film at George Eastman House.